# Solanhac jos la Ròcha
Solignac-sous-Roche és un municipi francès situat al departament de l'Alt Loira i a la regió d'Alvèrnia-Roine-Alps. L'any 2007 tenia 206 habitants.

## Demografia

### Població
El 2007 la població de fet de Solignac-sous-Roche era de 206 persones. Hi havia 85 famílies de les quals 23 eren unipersonals (15 homes vivint sols i 8 dones vivint soles), 27 parelles sense fills, 27 parelles amb fills i 8 famílies monoparentals amb fills.
La població ha evolucionat segons el següent gràfic:
Habitants censats

### Habitatges
El 2007 hi havia 189 habitatges, 88 eren l'habitatge principal de la família, 86 eren segones residències i 15 estaven desocupats. 186 eren cases i 2 eren apartaments. Dels 88 habitatges principals, 73 estaven ocupats pels seus propietaris, 10 estaven llogats i ocupats pels llogaters i 5 estaven cedits a títol gratuït; 2 tenien dues cambres, 17 en tenien tres, 25 en tenien quatre i 43 en tenien cinc o més. 38 habitatges disposaven pel capbaix d'una plaça de pàrquing. A 40 habitatges hi havia un automòbil i a 41 n'hi havia dos o més.

### Piràmide de població
La piràmide de població per edats i sexe el 2009 era:
| Homes | Edats   | Dones |
| ----- | ------- | ----- |
| 0     | 95 o +  | 0     |
| 0     | 90 a 94 | 0     |
| 0     | 85 a 89 | 4     |
| 0     | 80 a 84 | 4     |
| 4     | 75 a 79 | 4     |
| 4     | 70 a 74 | 4     |
| 12    | 65 a 69 | 8     |
| 0     | 60 a 64 | 4     |
| 4     | 55 a 59 | 8     |
| 8     | 50 a 54 | 0     |
| 0     | 45 a 49 | 4     |
| 8     | 40 a 44 | 0     |
| 8     | 35 a 39 | 4     |
| 8     | 30 a 34 | 4     |
| 4     | 25 a 29 | 4     |
| 4     | 20 a 24 | 0     |
| 0     | 15 a 19 | 0     |
| 4     | 10 a 14 | 4     |
| 4     | 5 a 9   | 4     |
| 0     | 0 a 4   | 16    |

## Economia
El 2007 la població en edat de treballar era de 128 persones, 85 eren actives i 43 eren inactives. De les 85 persones actives 79 estaven ocupades (46 homes i 33 dones) i 6 estaven aturades (2 homes i 4 dones). De les 43 persones inactives 20 estaven jubilades, 11 estaven estudiant i 12 estaven classificades com a «altres inactius».

### Ingressos
El 2009 a Solignac-sous-Roche hi havia 85 unitats fiscals que integraven 189,5 persones, la mediana anual d'ingressos fiscals per persona era de 17.221 €.

### Activitats econòmiques
Dels 6 establiments que hi havia el 2007, 1 era d'una empresa de fabricació d'altres productes industrials, 2 d'empreses de construcció, 1 d'una empresa de comerç i reparació d'automòbils i 2 d'empreses d'hostatgeria i restauració.
Dels 2 establiments de servei als particulars que hi havia el 2009, 1 era un paleta i 1 restaurant.
L'únic establiment comercial que hi havia el 2009 era una perfumeria.
L'any 2000 a Solignac-sous-Roche hi havia 8 explotacions agrícoles.

## Poblacions més properes
El següent diagrama mostra les poblacions més properes.